# Panchet
|  | Per a altres significats, vegeu «Muntanya Panchet». |

Panchet (Panchkot) fou un estat tributari protegit del tipus zamindari al districte de Manbhum, avui a l'est Jharkhand, amb una superfície de 4.895 km², format per 19 de les 45 parganes del districte. Pagava un tribut de 5.579 lliures.
Els rages consideren ser descendents dels rajputs que van venir del nord-oest i van conquerir la zona; no obstant podrien ser en realitat aborígens; les seves pretensions a una sobirania sobre la regió no foren reconegudes més que nominalment per altres caps. Els historiadors musulmans l'esmenten per primer cop sota Shah Jahan: governava Bir Narayan, zamindar de Panchet, dependent del governador de la suba de Bihar, que era comandant de 300 cavallers i va morir el 1632 o 1633. Raja Garur Narayan pagava un tribut (1728-1743) al govern de Bengala de 18.203 rupies; el 1743 Ali Werdi Khan li va imposar un càrrec addicional de 3.323 rupies; el 1763 l'impost anomenat sarf-i-sikka fou cobrat per Kasim Ali per cobrir les despeses del canvi de moneda. Al segle XVIII els britànics el consideraven un territori de jungla de 7.198 km² dins d'un territori que havia estat cedit a la companyia el 1765 i que diferia poc del veí districte de Bishnupur. Muhammad Reza Kahn el 1766 va exigir un tribut de 30.000 rupies però només se'n van recaptar 5.969. El 1771, es va establir una zor talab o recaptació obligatòria forçada de 144.954 rupies, reforçada per autoritats militars. El 1777 l'acord entre britànics i el raja de Panchet Raghunath Narayan, incloent el territori recent annexionat de Jhalida, es va fixar en 69.027 rupies. Després es van descobrir fonts d'ingressos que no s'havien tingut en compte i el tribut va pujar el 1783 a 76.532 rupies. Posteriorment es va fixar una organització permanent.